# Симон Таси
Симон Таси или Симон Макавеј (до 135. п. н. е.) је био први јеврејски владар Хасмонејске династије у Јудеји. Други је син Мататије Асмонеја, који је 167. п. н. е. започео Макавејску побуну против Селеукидскога царства. Током 143. п. н. е. наследио је свога брата Јонатана Апфуса као јеврејски првосвештеник, а 141. п. н. е. именован је за првога асмонејскога владара.

## Макавејска побуна
Симон Таси је био син Мататије Хасмонеја, јеврејскога свештеника из Модина. Мататија је 167. п. н. е. заједно са својим синовима Јудом Макавејем, Елезаром Авараном, Симоном Тасијем, Јованом Гадијем и Јонатаном Апфусом започео Макавејску побуну против селеукидскога краља Антиоха IV Епифана. Антиох IV Епифан је од 175. п. н. е. забрањивао Јеврејима да обављају своје верске обреде. Након Мататијине смрти 166. п. н. е. Јуда је преузео вођство побуне према последњој жељи свога оца. Мататија је на самрти саветовао да Симон буде саветник јеврејскога покрета. Обављао је значајне војне дужности, тако да је спасавао Јевреје из Галилеје.

## Други по важности
Јуда Макавеј је био вођа Макавејске побуне до 160. пре н. е, а од тада је Јонатан Макавеј постао нови вођа јеврејске побуне против Селеукидскога царства. Симон је био други по важности, одмах након свога брата Јонатана. За време грађанскога рата између Александра Бале и Деметрија II Никатора 147. п. н. е. сатрап Коиле-Сирије Аполоније изазвао је Јонатана тражећи од њега да се одрекне аутономије и да се потпуно покори. Јонатан и Симон Таси су са 10.000 војника дошли до Јопе, која им се предала. Након тога Јонатан и Симон Макавеј победили су Аполонија и заузели Азот. Током 145. п. н. е. Диодот Трифон и Антиох VI именовали су Симона Тасија за стратега Палестине. Симон је успео да заузме Бетсур.

## Постаје јеврејски првосвештеник
Диодот Трифон је 143. п. н. е. заробио Јонатана Макавеја. Симон Таси је тада именован за вођу Јевреја у Јудеји. Симон је дао да се обнове градски бедеми. Наредио је да се протера становништво Јопе, да не би град предали Диодоту Трифону. Користећи Јонатана као таоца Трифон је извукао многе уступке од Симона Тасија. Симон Таси је Трифону предао 100 таланата и два Јонатанова сина као таоце, али ипак је Трифон дао да се погуби Јонатан. Симон је брата сахранио у Модрину, где је подигао споменик свом оцу и погинулој браћи. Након смрти брата Јонатана Апфуса наследио га је 143/142. п. н. е. као јеврејски првосвештеник.

## Етнарх и успостављање династије
Деметрије II Никатор је 142. п. н. е. Јудеју ослободио пореза. Симон је заузео Газару, Јопу и Јамнију. Поред тога остварио је велики успех заузимајући јерусалимску тврђаву Акру и рушећи је до темеља. Та тврђава је цело време служила као гарнизон за селеукидску војску и као уточиште за хеленизиране Јевреје и представљала је сталну претњу за правоверне Јевреје у Јерусалиму. Након тога неколико година равнали су и брдо, на коме се налазила тврђава, са циљем да се ту више никада не подигне тврђава, која би поробљавала Јерусалим. Симон је изабран за првосвештеника, стратега и етнарха (политички вођа народа). Тај догађај 141. п. н. е. означава почетак асмонејске династије наследних владара. Обновио је савез са Римом и Спартом. Добио је признање независности.

## Очување независности
Када су Демитрија II Никатора 139. п. н. е. заробили Парћани дошло је до рата између Диодота Трифона и способнога Антиоха VII Сидета, који је тражио Симонову помоћ 139. п. н. е. приликом опсаде Доре. Симон је помогао Антиоху да победи Трифона, али нови селеукидски владар Антиох VII Сидет био је незахвалан, па је почео да угрожава независност Јудеје. Упутио је Симону ултиматум да Јудеја врати све територије које је заузела ван својих оригиналних граница или да плати 1.000 таланата. Симон није пристао, па је Антиох послао на Јудеју војску под командом Кендевеја. Симонови синови Јован Хиркан и Јуда успели су да победе селеукидску војску.

## Смрт
Симонова владавина представљала је период просперитета за јеврејски народ. Симонов зет Птолемеј Авувов био је на положају стратега Јерихона. Када је Симон са своја два сина дошао у Јерихон Птолемеј је дао да се 135. п. н. е. убије Симон и његова два сина. Симона је на положају првесвештеника наследио син Јован Хиркан.